# NGC 1413
NGC 1413 是南天波江座的一個椭圆星系。該天體直径约12万光年，距离银河系4.16亿光年。該天體由美國天文學家法蘭斯·萊文沃思於1885年發現。